# Livia (prénom)
Pour les articles homonymes, voir Livia et Lívia.
Livia est un prénom féminin italien d'origine romaine.

## Étymologie
Livia est le nom latin porté par une famille importante de la Rome antique. On peut rapprocher ce nom de l'adjectif latin lividus qui signifie « bleuâtre » mais aussi « envieux » ou « jaloux », étant alors porté comme surnom.

## Variantes
Il a pour forme masculine Livio et pour variantes au féminin Liviana, Liviane, Livie et Livy. Masculin Livian

## Date de fête
Elle est fêtée le 13 novembre.

## Popularité du prénom
Au début de 2010, plus de 2 500 personnes étaient prénommées Livia en France. C'est le 795e prénom le plus attribué au siècle dernier dans ce pays, et l'année où il a été attribué le plus est 2010, avec un nombre de 205 naissances.

## Personnes portant ce prénom
Livia Lancelot : championne du monde motocross féminine.

## Fiction
Livia Serpieri : héroïne de la nouvelle de Camillo Boito Senso ainsi que du film homonyme de Luchino Visconti.

## Saints des églises chrétiennes
- Agostina Livia Pietrantoni (1864-1894), religieuse italienne, martyre de la congrégation des Sœurs de la Charité de sainte Jeanne Antide Thouret[4].